# Seznam řeckých spisovatelů
Seznam řeckých spisovatelů obsahuje přehled některých významných spisovatelů, narozených nebo převážně publikujících v novodobém Řecku (seznam spisovatelů starověkého Řecka je uveden samostatně).

## A
- Aris Alexandrou
- Manolis Anagnostakis
- Panagiotis Agapitos

## D
- Penelope Delta
- Tassos Denegris
- Nikos Dimou
- Kiki Dimoula
- Theodoros Doros
- Apostolos Doxiadis

## E
- Dimitris Eleas
- Odysseas Elytis
- Kaisaros Emmanouil
- Andreas Empeirikos
- Nikos Engonopoulos

## F
- Romos Filyras

## G
- Thodoros Grigoriadis

## Ch
- Thanassis Cheimonas
- Christos Chomenidis

## K
- Lyo Kalovyrnas
- Andreas Kalvos
- Dean Kalymniou
- Kostas Kariotakis
- Panos Karnezis
- Nikos Karouzos
- Petros Katsopoulou
- Kostas Katsoularis
- Nikos Kavadias
- Nikos Kazantzakis
- Vitsentzos Kornaros
- Dimitris P. Kraniotis

## L
- Napoleon Lapathiotis
- Andreas Laskaratos
- Dimitris Lyacos

## M
- Lorenzo Mavilis
- Amanda Michalopoulou
- Stratis Myrivilis

## N
- Sofia Nikolaidou

## O
- Kostas Ouranis

## P
- Kostas Palamas
- Alexandros Papadiamantis
- Ilias Petropoulos
- Maria Polidouri
- Christos Prossylis

## R
- Alexandros Rizos Ragkavis
- Nikitas Rantos
- Vagelis Raptopoulos
- Jannis Ritsos
- Emmanouil Roidis

## S
- Miltos Sachtouris
- Antonis Samarakis
- Giorgos Seferis
- Ersi Sotiropoulos
- Angelos Sikelianos
- Gerasimos Sklavos
- Dedo Sotiriou
- Yeorgios Souris
- Dimitris Sourounis
- Alexandros Soutsos
- Alexis Stamatis

## T
- Kostas Tahtsis
- Angelos Terzakis
- Soti Triantafyllou
- Efgenios Trivizas

## V
- Aristotelis Valaoritis
- Nanos Valaoritis
- Kostas Varnalis
- Elias Venezis
- Demetrius Vikelas
- Yeorgios Vizyinos
- Haris Vlavianos

## Z
- Alki Zei
- Lili Zografu